# Nurul Alam Naqiatuddin Syah
Nurul Alam Naqiatuddin Syah (mất 23 Tháng 1, 1678) là vị hồi vương (sultan) thứ 15 của Aceh, cai trị Aceh từ 1675 đến 1678.